# جنگ‌های نورمن‌ها و بیزانس
نبردهای بیزانس-نورمنی (انگلیسی: Byzantine–Norman wars)، به مجموعه نبردهای در قرون وسطی گفته می‌شود که بین بیزانس و نورمن‌های اروپا به وقوع پیوست و در آخر با هجوم نورمن‌ها به بالکان، بیزانس شکست خورد.